# Peder Aadnes
Peder Aadnes (Lille Odnes, 10 agosto 1739 – Lille Odnes, 20 giugno 1792) è stato un pittore norvegese, considerato uno dei principali esponenti norvegesi della tradizionale "pittura di rose".

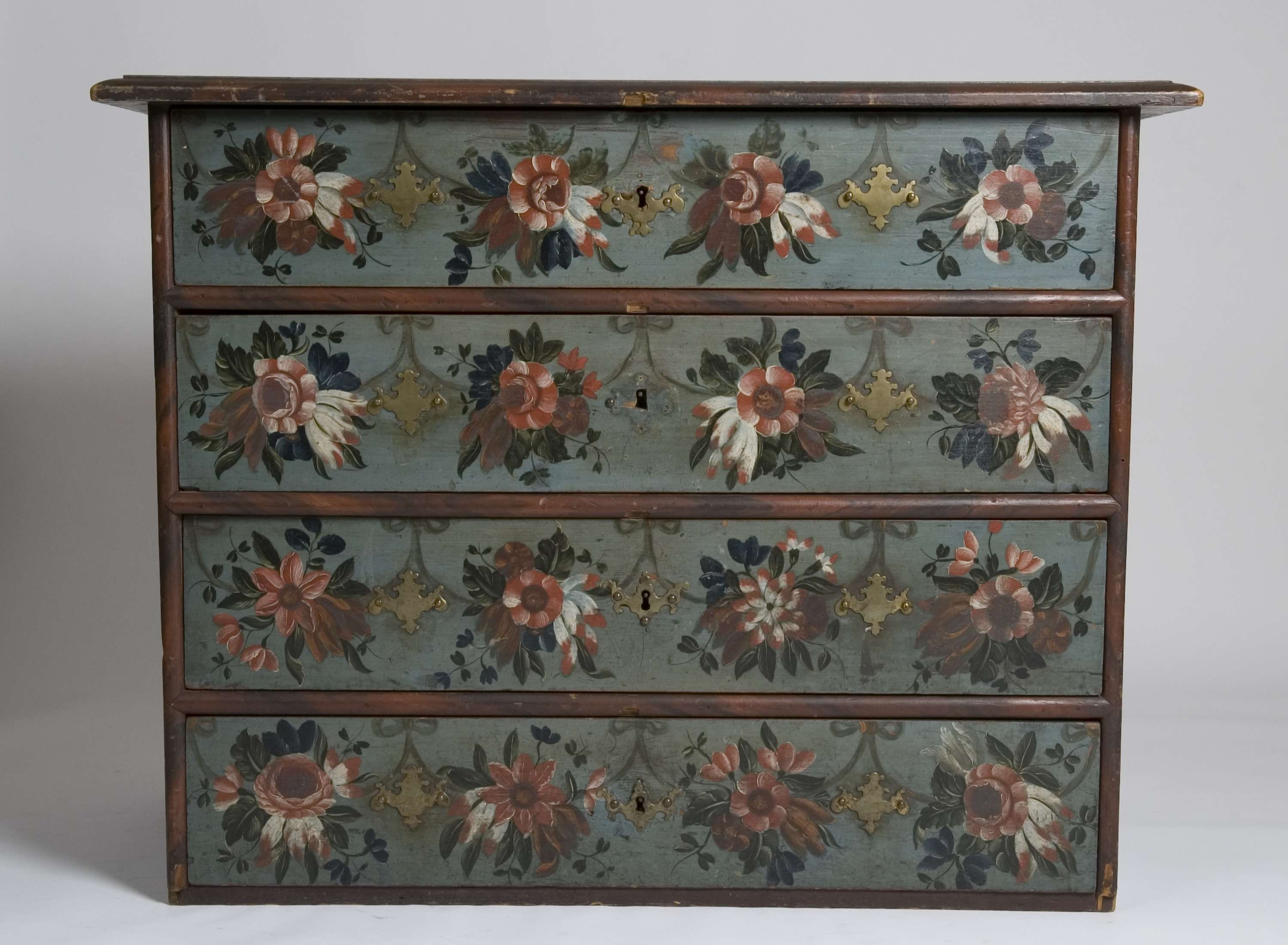
Cassettiera dipinta da Aadnes

Poco si sa sulla giovinezza di Aadnes. La formazione iniziale gli fu probabilmente impartita dal ritrattista Eggert Munch che fu attivo nell'area di Land nel 1752 e poi dal 1754 al 1757 con l'incarico di realizzare dipinti nelle chiese del distretto. Munch aveva vissuto a lungo in Danimarca e fu con ogni probabilità lui a portare lo stile rococò nella Norvegia orientale. Le pale di altare delle chiese di Fluberg e Lunde cominciate da Munch furono completate da Aadnes che dipinse poi quelle delle chiese di Hov e Nordsinni.
Nel 1770 fu apprendista presso il pittore e decoratore Niels Thaaning a Christiania da cui acquisì le basi dello stile rococò, di questo periodo rimane un quaderno di schizzi nel quale traspare la fusione tra il rococò e la tradizionale pittura decorativa rurale norvegese che aveva caratterizzato l'opera iniziale di Aadnes. 
La pittura vernacolare dell'epoca era basata sulla cosiddetta rosemaling ovvero la decorazione con motivi di rose, a questa base primitiva Aadnes aggiunse progressivamente boccioli, tulipani, ghirlande di fiori e altri elementi decorativi modificando anche la gamma di colori tradizionali.
Del periodo tra il 1767 e il 1787 rimane un libro contabile dal quale si evince un intenso viaggiare tra la nativa Land, Hadeland e le campagne circostanti, tra i suoi lavori numerose decorazioni di chiese e case contadine, pale d'altare, ritratti ma anche decorazioni di mobili, cassepanche, slitte, suppellettili di casa e diverse decorazioni murali.
Decorazioni murali si trovano a Hesleberg, Ringerike (1774), Tomle in Land (forse del 1776), Vaker e altri luoghi; i decori realizzati a Bjellum (1778) sono stati portati al museo all'aperto Maihaugen a Lillehammer, i decori murali dell'Hotel Glatveds di Hønefoss sono andati distrutti nell'incendio del 1941.
Lo storico dell'arte Carl Wille Schnitler (1879-1926) affermò che Aadnes possedeva un'originalità unica perché "il temperamento norvegese pulsava più fresco che in qualsiasi altro artista dell'epoca, poiché affondava le sue radici nel paese dei contadini e nell'arte contadina, oltre a possedere uno stile personale estremamente caratteristico.".